# بورك أباد (غرمي)
بورك أباد (بالإنجليزية: Burkabad, Ardabil)‏ هي مستوطنة تقع في قسم اجارود الشرقي الريفي في إيران. يقدر عدد سكانها بـ 34 نسمة .